# Tiken (Anundsjö socken, Ångermanland, 706325-160145)
Tiken är en sjö i Örnsköldsviks kommun i Ångermanland och ingår i Moälvens huvudavrinningsområde.